# آویلا بیچ (کالیفرنیا)
آویلا بیچ (به انگلیسی: Avila Beach) یک منطقهٔ مسکونی در ایالات متحده آمریکا است که در شهرستان سن لوییز اوبیسپو، کالیفرنیا واقع شده‌است. آویلا بیچ ۱۶٫۱۵ کیلومتر مربع مساحت و ۱۵٬۵۰۵ نفر جمعیت دارد و ۱۳۱٫۰۷ متر بالاتر از سطح دریا واقع شده‌است.